# Embalse de la Gavarresa
El embalse de la Gavarresa es una pequeña infraestructura hidroeléctrica española construida sobre el arroyo Gavarresa, situada en el término municipal de Olost, en la comarca de Osona, provincia de Barcelona, Cataluña. 
Se trata de un embalse artificial, originado por una presa de dimensiones considerables y destinado al abastecimiento de agua del municipio de Olost y usos agrarios y ganaderos. La vegetación de ribera es casi inexistente en una buena parte del embalse, pero en la cola aparece un bosque de ribera dominado por chopos y un extenso bogar. La vegetación del entorno está formada mayoritariamente por bosques de pino y pino rojo, con robles. La fauna es el elemento natural más destacable del pantano. Entre los anfibios se encuentran la rana, el sapo común, la reineta y el sapillo moteado. Entre las aves nidificantes, se había constatado la reproducción del ánade real, la polla de agua y el carricero tordal. Entre las aves de paso se ha registrado la garza real, garza imperial, andarríos chico vulgar, agachadiza y rascón. 
Entre los impactos a destacar, están los derivados del uso forestal y ganadero, que afecta a la vegetación de los márgenes. También hay que recordar la destrucción del bogar de la cola del embalse, efectuada en 1995 cuando se realizó un dragado del pantano.